# Clori (nome)
Clori  è un nome proprio di persona italiano femminile.

## Varianti
- Femminili: Clora[4], Cloride[1][4], Clory[4], Clorina[4]

### Varianti in altre lingue
- Catalano: Cloris[5]
- Francese: Chloris
- Greco antico: Χλωρίς (Chloris)[2][3][6][7]
- Inglese: Cloris[7]
- Latino: Chloris[1][2][7]
- Portoghese: Clóris
- Russo: Хлорида (Chlorida)
- Spagnolo: Cloris[5]

## Origine e diffusione
Continua l'antico nome greco Χλωρίς (Chloris), di tradizione classica, portato da diversi personaggi della mitologia greca, fra cui spiccano la dea dei fiori (poi identificata con la romana Flora) e della vegetazione e l'unica figlia superstite di Niobe.
Etimologicamente, è basato sul termine χλωρός (chloros), da cui deriva anche il nome Cloe, che vuol dire "verde", "verde chiaro", e ha quindi significato analogo ai nomi Verde e Midori. Il termine aveva anche il significato di "germoglio", "giovane", "fresco", "freschezza" (lo stesso del nome Verdiana) e inoltre, secondo alcune fonti il nome greco stava ad indicare il verdone.
Il nome venne adoperato da numerosi poeti fra il XVIII e il XIX secolo, quindi il suo uso attuale può anche avere basi letterarie.

## Onomastico
Clori è un nome adespota, non essendo portato da alcuna santa. L'onomastico ricade pertanto il 1º novembre, giorno di Ognissanti.

## Persone

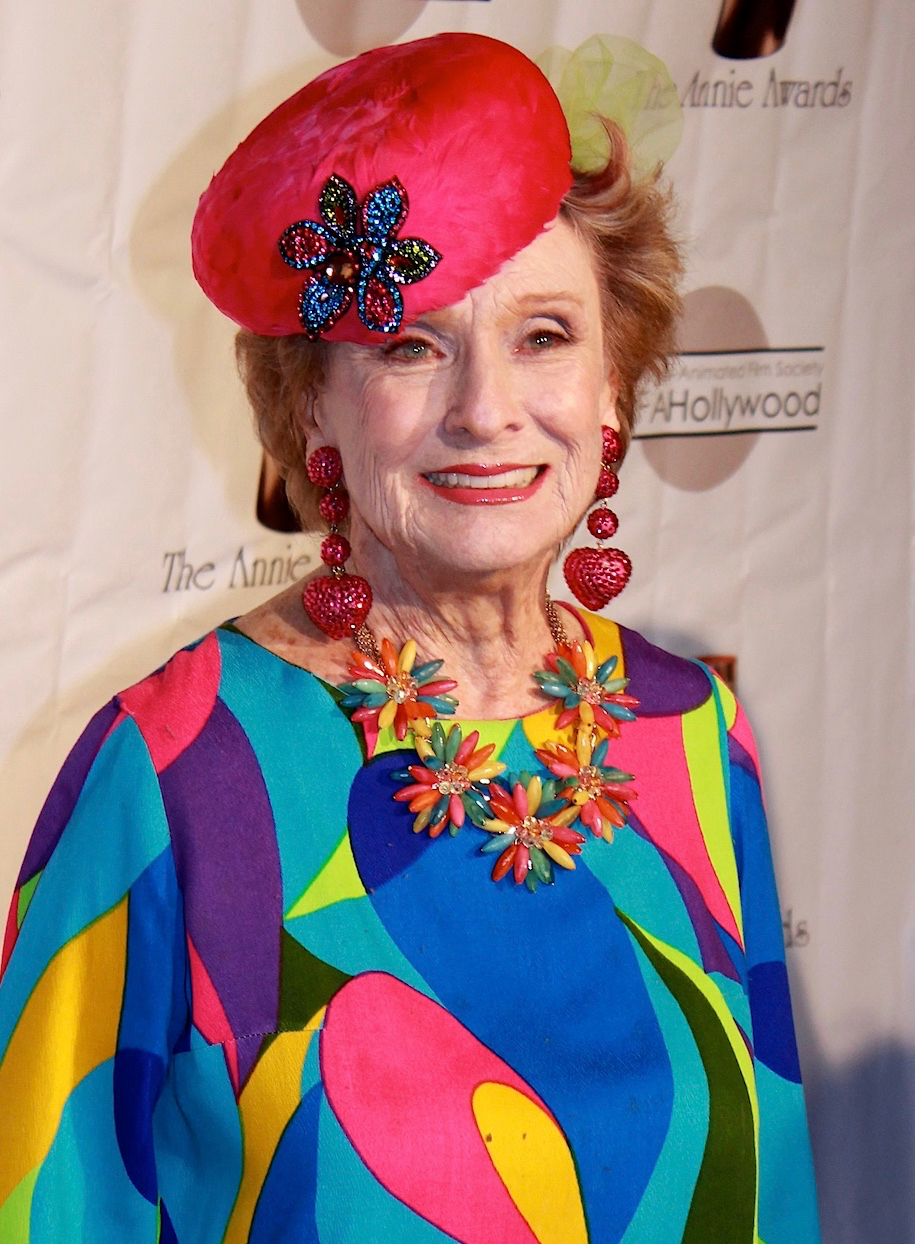
Cloris Leachman

### Variante Cloris
- Cloris Brosca, attrice italiana
- Cloris Leachman, attrice statunitense

## Il nome nelle arti
- À Chloris è una canzone scritta da Reynaldo Hahn.